# Zdeněk Šafář
Zdeněk Šafář (* 27. července 1978 Trutnov, Československo) je bývalý český akrobatický lyžař specializující se na skikros.
V letech 2005, 2007, 2009 a 2011 se účastnil mistrovství světa, jeho nejlepším výsledkem je 14. místo z MS 2011. Startoval na Zimních olympijských hrách 2010 ve Vancouveru, kde však závod ve skikrosu nedokončil.
Po ukončení aktivní sportovní kariéry na jaře 2011 působil jako jeden z trenérů žákovské reprezentace ČR v alpských disciplínách (2012–2013). Poté se stal trenérem české skikrosové reprezentace.